# Маркос Нацинас
Маркос Нацинас (на гръцки: Μάρκος Νάτσινας) е гръцки юрист и политик, деец на Общогръцкото социалистическо движение (ПАСОК).

## Биография
Роден е в 1925 година в западномакедонския гръцки град Сятища, във видното семейство Нацинас. Баща му Йоанис Нацинас е пръв президент на Кожанската адвокатска асоциация и практикува право до смъртта си в 1965 година. През 1977, 1981 и 1986 година Маркос Нацинас е избран за депутат от ПАСОК от избирателен район Кожани. Нацинас заема длъжността заместник-председател на парламента от 1981 до 1985 година. В правителството на Андреас Папандреу от 1985 до 1986 година е министър на промишлеността.
Умира през април 2001 година в болница в Обединеното кралство. Погребан е в Първо атинско гробище.